# Hugo von Pohl
Hugo von Pohl (tot 1913 Hugo Pohl) (Breslau, 25 augustus 1855 - Berlijn, 23 februari 1916) was een Duits admiraal uit de Eerste Wereldoorlog. Pohl, die sinds 1872 werkzaam was op het ministerie van Marine, voerde tijdens de Boxeropstand het landingscorps van het Duitse kruisereskader aan bij de bestorming van de Takoeforten en de bezetting van Peking (1900) en was enkele jaren inspecteur bij de marineartillerie. Van 1909-12 was hij als viceadmiraal bevelhebber van het 1ste eskader van de Hochseeflotte; sedert 1913 admiraal.
Bij het begin van de Eerste Wereldoorlog chef van de admirale staf, stond hij de Duitse keizer Wilhelm II in het grote hoofdkwartier terzijde. Hij pleitte er bij deze voor de operaties van de Duitse slagvloot tot het uiterste te beperken en toonde zich daarmee een tegenstander van Tirpitz, die een zeer actieve rol van de vloot voorstond. Onder Pohls leiding kwam het in februari 1915 tot de eerste onderzeebootoorlog, maar hij faalde in de uitwerking van de plannen voor een verdere intensivering daarvan. Van februari 1915 tot januari 1916 was hij bevelhebber van de Hochseeflotte en ook in deze functie voorzag hij slechts een defensieve taak voor de vloot. Ook in het na zijn dood gepubliceerde "Aus Aufzeichnungen und Briefen während der Kriegszeit" (1920) zette hij zich af tegen de politiek van Tirpitz. Als "Flottenchef" werd hij opgevolgd door Reinhard Scheer.

## Militaire loopbaan
- Kadett: 18 april 1872[1]
- Leutnant zur See: 15 februari 1876[2]
- Oberleutnant Zur See: 20 november 1879[2]
- Kapitänleutnant: 15 maart 1887[2]
- Korvettenkapitän: 16 juli 1894[2]
- Fregattenkapitän: 16 november 1898[2]
- Kapitän zur See: 7 mei 1900[2]
- Konteradmiral: 7 juli 1906[1][2]
- Vizeadmiral: 5 augustus 1909[2]
- Admiral: 27 januari 1913[2]

## Decoraties
- Orde van de Rode Adelaar, 1e Klasse met Eikenloof en Zwaarden en Ring[3]
- Kroonorde, 1e Klasse met Zwaarden en Ring[3]
- Onderscheiding voor Trouwe Dienst (Pruisen)[3]
- Commandeur der Tweede Klasse in de Orde van Philipp de Grootmoedige[3]
- Grootkruis in de Orde van de Griffioen[3]
- Grootkruis in de Orde van de Witte Valk[3]
- Commandeur der Tweede Klasse in de Orde van de Dannebrog[3]
- Officier in het Legioen van Eer[3]
- Lid in de Orde van het Bad (Militaire Divisie)[3]
- Commandeur in de Orde van de Heilige Schatten[3]
- Commandeur in de Orde van Sint-Olaf[3]
- Grootkruis in de Leopoldsorde[3]
- Ridders der Tweede Klasse in de Orde van de IJzeren Kroon met Oorlogsdecoratie[3]
- Commandeur in de Orde van Aviz[3]
- Commandeur der Eerste Klasse in de Orde van het Zwaard[3]
- IJzeren Kruis 1914, 1e en 2e Klasse